# زیردریایی کلاس کیلو
| «Подводные лодки проекта ۸۷۷ «Палтус (زیردریایی کلاس پروژه ۸۷۷ پالتوس) «Подводные лодки проекта ۶۳۶ «Варшавянка (زیردریایی کلاس پروژه ۶۳۶ وارشاوینکا) | «Подводные лодки проекта ۸۷۷ «Палтус (زیردریایی کلاس پروژه ۸۷۷ پالتوس) «Подводные лодки проекта ۶۳۶ «Варшавянка (زیردریایی کلاس پروژه ۶۳۶ وارشاوینکا) |
| --- | --- |
| زیردریایی یونس در مدیترانه در راه ایران، ۱۹۹۵ | |
| اطلاعات کلی | |
| نوع کشتی | زیردریایی |
| کشور سازنده | اتحاد جماهیر شوروی |
| ورود به ناوگان | ۱۹۸۰ |
| مشخصات | |
| طول کشتی | ۷۰ تا ۷۴ متر |
| سرعت | ۱۰ تا ۱۲ گره دریایی (زیر آب) ۱۷ تا ۲۵ گره دریایی (سطح آب)                                                                                             |
| برد عملیاتی | با هواکش: ۶۵۰۰ تا ۷۰۰ مایل دریایی (با سرعت ۷ گره) |
| جنگ‌افزارها | |
| سیستم موشکی | موشک ضد کشتی نوواتور کلوب-اس (در برخی مدل‌های صادراتی)                                                                                                 |
| موشک دفاع هوایی | ۸ موشک استرلا-۳ (سام-۸) یا ایگلا (سام-۱۰) |
| سرنوشت | |

زیردریایی کلاس کیلو نوعی زیردریایی نظامی با موتور دیزلی - الکتریکی است که اولین آن‌ها در سال ۱۹۸۰ به خدمت نیروی دریایی شوروی درآمد. نام روسی مدل ابتدایی این زیردریایی پروژه ۸۷۷ پالتوس و نسخه پیشرفته‌تر آن پروژه ۶۳۶ وارشاویانکا است اما بیشتر به نام کیلو شناخته می‌شوند که نام گزارشی ناتو این زیردریایی است.
در مجموع ۵۷ فروند از این زیردریایی ساخته شده که ۴۷ فروند از آن‌ها در نیروی دریایی هشت کشور روسیه، چین، ایران، ویتنام، لهستان، الجزایر، رومانی و هند فعال هستند. روسیه در سال ۲۰۰۷ قراردادی برای فروش سه دستگاه از این زیردریایی‌ها به ونزوئلا و دو دستگاه به اندونزی را نیز امضا کرد. تولید مدل پیشرفته‌تر پروژه ۶۳۶ از سال ۱۹۹۶ آغاز شد و تاکنون ده فروند برای چین، دو فروند برای الجزایر و یک فروند برای ویتنام ساخته شده و پنج فروند نیز برای ویتنام و شش فروند برای روسیه در کارخانه کشتی‌سازی سن‌پترزبورگ در حال ساخت است.

## مشخصات
وزن این زیردریایی با بارگیری کامل در زیر آب به ۳ هزار تا ۳ هزار و ۹۰۰ تن می‌رسد و طول آن ۷۰ تا ۷۴ متر است. کیلو بیشتر به منظور ماموریت‌های ضد زیردریایی و ضدکشتی در آب‌های کم‌عمق طراحی شده‌است و به اژدرهای ۵۳۳ م‌م، موشک‌های ضدکشتی، مین‌های دریایی و موشک‌های دفاع هوایی کوتاه‌برد مسلح است. حفاظت از پایگاه‌های دریایی، تأسیسات ساحلی و خطوط کشتیرانی و انجام ماموریت‌های شناسایی و گشت‌زنی از دیگر وظایف این زیردریایی‌هاست که از بی‌صداترین زیردریایی‌های دیزلی دنیا به‌شمار می‌روند.

### پرتاب اژدر
در دومین روز از رزمایش ولایت ۹۷ نیروی دریایی ارتش، زیردریایی‌های کیلو و غدیر اقدام به پرتاب اژدر والفجر کردند. این پرتاب برای نخستین بار در ایران از عمق دریا به اهداف سطحی صورت گرفت. به گفته دریادار کاویانی در این روش مکان پرتاب و موقعیت زیردریایی کشف نمی‌شود.

## در ایران
ایران در سال ۱۹۹۱ قراردادی به ارزش ۷۵۰ میلیون دلار را برای خرید دو فروند زیردریایی کلاس کیلو از مدل پروژه ۸۷۷ئی با شوروی به امضا رساند که تا دو سال بعد به ایران تحویل شدند. یک دستگاه دیگر نیز در سال ۱۹۹۳ خریداری و به آن‌ها اضافه شد. این زیردریایی‌ها نخستین شناور زیرسطحی نیروی دریایی ایران محسوب می‌شدند که تا به امروز نیز باارزش‌ترین زیردریایی‌های این نیرو باقی‌مانده‌اند. این سه زیردریایی در ایران به ترتیب طارق، نوح و یونس نامگذاری شده‌اند.

## جایگزینی
روس‌ها زیردریایی کلاس لادا را به عنوان جایگزینی برای کلاس کیلو طراحی کرده‌اند. اولین زیردریایی از این کلاس در سال ۲۰۰۴ با نام سن پترزبورگ به خدمت آزمایشی نیروی دریایی روسیه درآمد. هرچند دو فروند بعدی آن به دلیل ایرادات فنی مهم به سرعت از خدمت خارج شدند. در سال ۲۰۱۰ روس‌ها اعلام کردند که به دلیل معایب کلاس لادا از کاربرد آن صرفنظر خواهند کرد اما در سال ۲۰۱۲ اعلام شد که تولید کلاس لادا با طراحی جدید از سر گرفته خواهد شد.

## کاربران
- الجزایر: ۲ فروند از مدل اصلی و ۲ فروند از کیلو بهبودیافته پروژه ۶۳۶
- چین: ۲ فروند از مدل اصلی و ۱۰ فروند از کیلو بهبودیافته پروژه ۶۳۶
- هند :۹ فروند از مدل اصلی فعال و یک فروند غرق شده
- لهستان :۱ فروند از مدل اصلی (در سال ۱۹۸۶ تحویل گرفته شد)
- ایران: ۳ فروند از مدل اصلی: با نام‌های زیردریایی یونس، زیردریایی طارق، و زیردریایی نوح
- رومانی: ۱ فروند از مدل اصلی
- روسیه: ۱۷ فروند از مدل اصلی فعال، ۷ فروند ذخیره و ۶ فروند از کیلو بهبودیافته پروژه ۶۳۶ سفارش داده شده‌است.
- ویتنام: در سال ۲۰۱۰ سفارش ۶ فروند از کیلو بهبودیافته را داد که در سال ۲۰۱۳ اولین آنها تحویل داده شده و بقیه هر سال یک فروند تحویل می‌شوند.